# 川北町立川北中学校
川北町立川北中学校（かわきたちょうりつかわきたちゅうがっこう）は、石川県川北町壱ツ屋にある公立中学校。

## 沿革
- 1947年（昭和22年）4月 - 学校制度の改正実施に伴い、川北村立川北中学校創立設置。川北小学校に本校、中島小学校・橘小学校に分校を置き、三教場で授業開始
- 1980年（昭和55年）4月 - 町制施行により川北町立川北中学校と校名変更

## 交通アクセス
- 北陸本線 美川駅、 加賀笠間駅下車